# Cursdorf
Cursdorf település Németországban, azon belül Türingiában. Lakosainak száma 596 fő (2023. december 31.).

## Népesség
A település népességének változása:
| Lakosok száma | 617  | 607  | 594  | 596  | 596  |
|               | 2017 | 2019 | 2021 | 2022 | 2023 |